# Di (Burkina Faso)
Pour les articles homonymes, voir Di.
Pour le département, voir Di (département).
Di est le chef-lieu du département et commune rurale de Di situé dans la province du Sourou de la région de la Boucle du Mouhoun au Burkina Faso.

## Géographie
Di est une ville située en bordure de la rivière Sourou et de la zone marécageuse environnante.

## Éducation et santé
La commune accueille un centre de santé et de promotion sociale (CSPS) tandis que le centre médical avec antenne chirurgicale (CMA) de la province se trouve à Tougan. La situation de la ville, entourée de marécages, entraine des problèmes sanitaires avec une population infantile sujette à une très forte prévalence (près de 50 % des 0-16 ans) de parasitoses diverses.